# يعقوب ريمر
كان جاكوب (جاك) ريمر (بالإنجليزية: Jakob Reimer)‏ (من 6 نوفمبر 1918 إلى 3 أغسطس 2005) أحد حراس معسكر الاعتقال ترونيكي الذي هاجر لاحقًا إلى الولايات المتحدة وأصبح بائعًا ومدير ومطعمً.

## سيرة شخصية
وُلد رايمر، الذي وُلد لأبوين مينونايت ألمانيين في فريدنسدورف (الآن خميلنيتسكي)، بأوكرانيا، أمين مكتبة قبل تجنيده في الجيش السوفيتي في عام 1940. عندما غزت ألمانيا الاتحاد السوفيتي في 22 يونيو 1941، دخل ريمر القتال واستولت عليه القوات الألمانية في 6 يوليو. بعد شهرين، وبسبب تراثه الألماني العرقي ومهاراته اللغوية، تم تجنيده في معسكر الاعتقال ترونيكي للتدريب كحارس للمخيم.